# Castellví de Rosanes
Castellví de Rosanes település Spanyolországban, Barcelona tartományban. Lakosainak száma 2106 fő (2024).

## Földrajza
Castellví de Rosanes Martorell, Sant Andreu de la Barca, Corbera de Llobregat, Gelida és Sant Esteve Sesrovires községekkel határos.

## Népesség
A település lakosságának változását az alábbi diagram mutatja:
| Lakosok száma | 93   | 316  | 267  | 330  | 438  | 1297 | 1719 | 1760 | 1884 | 2106 |
|               | 1717 | 1887 | 1936 | 1960 | 1986 | 2004 | 2009 | 2014 | 2019 | 2024 |